# Буроголовый тиранн-инка
Буроголовый тиранн-инка (лат. Leptopogon amaurocephalus) — вид воробьиных птиц из семейства тиранновых (Tyrannidae). Обитает в Мексике, Центральной и Южной Америке.

## Описание
Длина птицы составляет 14 см. Темя бурое, горло, щеки и грудь сероватые. Грудь и бока имеют оливковый оттенок, щеки имеют охристый оттенок. На висках чёрные пятна в виде полумесяца. Верхняя часть тела оливково-зелёная, крылья и хвост коричневые, живот желтоватый.

## Подвиды
Выделяют шесть подвидов:
- L. a. pileatus Cabanis, 1866 — от южной Мексики (Веракрус) до Коста-Рики и Панамы;
- L. a. idius Wetmore, 1957 — остров Койба (южнее Панамы);
- L. a. diversus Todd, 1913 — Сьерра-Невада-де-Санта-Марта и долина реки Магдалена (северная Колумбия и запад венесуэльского штата Сулия);
- L. a. orinocensis Zimmer & Phelps, 1946 — Венесуэла, Гвиана и северо-восточная Бразилия;
- L. a. peruvianus Sclater & Salvin, 1868 — запад Амазонии (от восточной Колумбии до северной Боливии;
- L. a. amaurocephalus Tschudi, 1846 — от юго-восточной Бразилии до восточного Парагвая, северной Аргентины и восточной Боливии.

## Распространение и среда обитания
Буроголовые тиранн-инки обитают в Мексике, Гватемале, Белизе, Гондурасе, Никарагуа, Коста-Рике, Панаме, Колумбии, Венесуэле, Гайане, Французской Гвиане, Суринаме, Эквадоре, Перу, Боливии, Бразилии, Парагвае и Аргентине. Они живут в подлеске влажных равнинных тропических лесов, на болотах и в кустарниковых зарослях. Встречаются на высоте до 1300 м над уровнем моря. Питаются насекомыми. Гнездо шарообразное с боковым входом. В кладке 2-3 яйца.